# Victimæ paschali laudes

Victimæ paschali laudes est une séquence de la liturgie catholique. C'est initialement un chant monodique, composé assez vraisemblablement au XIe siècle. Il s'agit d'une des rares séquences formelles et, avec une bonne popularité, encore en usage jusqu'à nos jours. Celle-ci se consacre notamment au dimanche de Pâques d'après son texte.

## Texte
| Latin | Français |
| --- | --- |
| Victimae paschali laudes immolent Christiani Agnus redemit oves: Christus innocens Patri reconciliavit peccatores. Mors et vita duello conflixere mirando, Dux vitae mortuus, regnat vivus. Dic nobis Maria, quid vidisti in via? Sepulcrum Christi viventis, et gloriam vidi resurgentis: Angelicos testes, sudarium et vestes. Surrexit Christus spes mea: praecedet suos in Galilaeam. Scimus Christum surrexisse a mortuis vere: Tu nobis, victor Rex, miserere. Amen. | À la Victime pascale, chrétiens, offrez le sacrifice de louange. L'Agneau a racheté les brebis; le Christ innocent a réconcilié l'homme pécheur avec le Père. La mort et la vie s'affrontèrent en un duel prodigieux. Le Maître de la vie mourut; vivant, il règne. « Dis-nous, Marie Madeleine, qu'as-tu vu en chemin ? » « J'ai vu le sépulcre du Christ vivant, j'ai vu la gloire du Ressuscité. J'ai vu les anges ses témoins, le suaire et les vêtements. Le Christ, mon espérance, est ressuscité! Il vous précédera en Galilée. » Nous le savons : le Christ est vraiment ressuscité des morts. Roi victorieux, prends-nous tous en pitié! Amen. |

Les manuscrits les plus anciens ne portent pas Amen ni Alléluia, bien qu'ils se trouvent dans un certain nombre de partitions, étant donné que la séquence accompagne l'Alléluia.

## Historique

### Séquence
Lors de la composition du chant grégorien, ce dernier fut strictement composé selon le rite romain, plus précisément le sacramentaire. Mais, à partir du Xe siècle, de nombreux chants furent ajoutés au répertoire, afin d'enrichir celui-ci et surtout de répondre aux besoins de la liturgie locale. C'est pourquoi un grand nombre de chants liturgiques supplémentaires, normalement non bibliques et plus littéraires, furent composés. Parmi eux, uns des chants les plus anciens et bien identifiés sont les séquences de Notker le Bègue († 912). Cependant, il s'agissait des œuvres plus primitives, car ces chants avaient pour but de faciliter la pratique de longs mélismes d'Alléluia. D'où, à partir du milieu de ce Xe siècle, les séquences de Notker étaient, de plus en plus, remplacées par d'autres, plus sophistiquées. Entre Notker et Adam de Saint-Victor, la Victimæ paschali laudes est un des exemples intermédiaires, composés dans cette optique,.

### Origine de la séquenceVictimæ paschali laudes

#### Chant grégorien
Nouvelle séquence dans le nouveau genre, mais la Victimæ paschali laudes avait exactement sa racine dans le rite romain. Il est assez vraisemblable qu'un chant grégorien inspirait l'auteur. Il s'agit du verset d'Alléluia Pascha nostrum immolatus est Christus, alléluia , qui se trouve dans tous les manuscrits grégoriens les plus anciens, même ceux du Xe siècle, ce qui suggère encore que l'origine peut remonter au rite romain plus ancien (chant vieux-romain).

#### Manuscrit de Cambrai

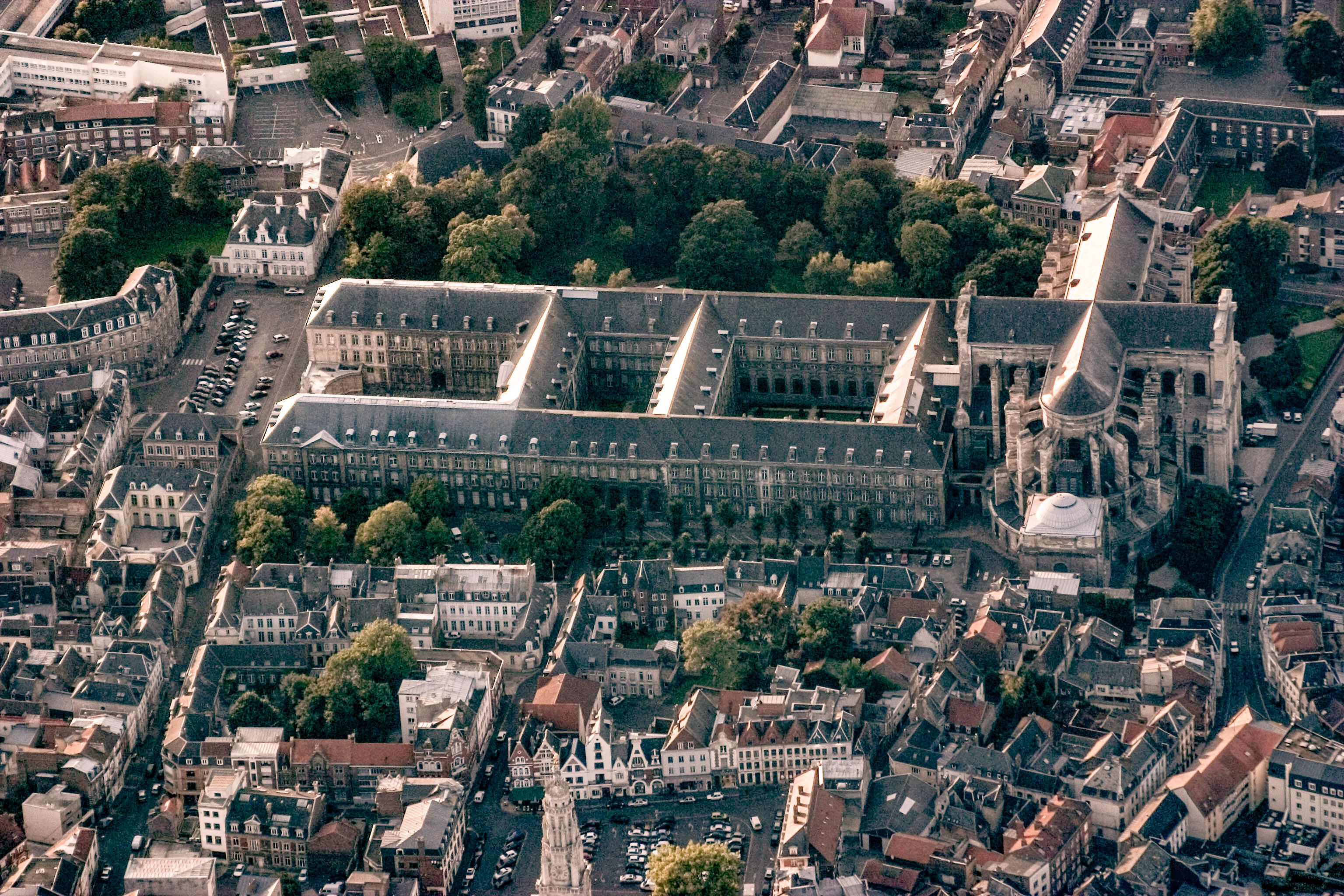
Au XIe siècle, cette séquence était pratiquée lors de Pâques à l'abbaye Saint-Vaast près d'Arras.
Voir Bibliothèque municipale de Cambrai, manuscrit 75, folio 127v.
Il est à noter que son fondateur et abbé laïc s'appelait Wido.

Quant à la séquence Victimæ paschali laudes, un manuscrit du XIe siècle indique qu'elle était déjà chantée solennellement lors de la célébration de Pâques. Il s'agissait de l'abbaye Saint-Vaast près d'Arras de laquelle le manuscrit est conservé à Cambrai (bibliothèque municipale, manuscrit 75),. Il s'agit d'un précieux témoin, car, il contient déjà le dialogue « Dic nobis, Maria » et « Sepulcrum Christi », qui ne se trouve dans aucun manuscrit de cette date. Il est donc probable que le Cambrai 75 est une copie proche de la composition originale. Manuscrit en bon état, la notation en neume français et sans lignes conserve sa mélodie qui ressemble à celle de nos jours mais qui n'est pas identique. Par ailleurs, sur ce folio 127v, on ajouta successivement deux Alléluias, dont le deuxième est celui de neume sangallien. Le neume de l'Alléluia qui se trouve sur le folio précédant aussi est plus développé. Il est cependant difficile à savoir si cette séquence est une copie d'un manuscrit plus ancien.

#### Manuscrit d'Einsiedeln
C'était au XIXe siècle que Dom Gall Morel, bibliothécaire, découvrit un autre manuscrit important, dans son abbaye territoriale d'Einsiedeln, mentionnant le nom de Wipo comme auteur [manuscrit en ligne]. Auparavant, l'auteur de Victimæ paschali était attribué à Notker, au roi de France Robert le Pieux ou à Adam de Saint-Victor. À la suite de cette découverte, Dom Anselm Schubiger étudia intensivement ce manuscrit 366 en fragment, que Dom Morel avait réussi à nettoyer et à restaurer. Son étude (1858) fut tenue dans les deux domaines, analyse en détail de l'œuvre et approfondissement de la vie de Wipo, mentionné. D'après Dom Schubiger, cette séquence avait été composée à la base de celle de Notker, avec une continuité, tandis que le manuscrit assimile à la mélodie fixée par la Contre-Réforme et actuellement en usage. Le chercheur bénédictin établit également une biographie de Wipo. Ce qui reste certain est que le manuscrit était copié à la fin du XIe siècle ou au début du siècle suivant, que la notation ancienne indique.

#### Auteur
L'étude de Dom Schubiger présentait qu'il faut écarter toute l'attribution précédente, Notker, Robert le Pieux et Adam de Saint-Victor ainsi que la possibilité d'Hermann Contract. Enfin, il conclut que l'auteur était ce Wipo (de temps en temps présenté comme Wipon, Wippo ou Wigbert).
Cette attribution était parfois contestée ou déclarée incertaine. Ainsi, on mentionne le manuscrit latin 10510 de la bibliothèque nationale de Paris (graduel de l'abbaye d'Echternach ), qui peut être trop ancien pour que Wipo soit l'auteur de la séquence,. Ce désaccord commença déjà en 1892 par John Julian, qui remarquait l'existence de ce graduel (ainsi que manuscrit 340 d'Einsiedeln selon lui) et l'absence d'attribution pour Wipo dans tous les autres manuscrits. Or, Wipo († vers 1050) restait, dans son étude, le dernier candidat dans la liste, parce que John Julian aussi considérait qu'il n'y a aucune possibilité pour d'autres personnages auxquels la tradition attribuait,. Selon Julian, ces manuscrits auraient été copiés au moins 20 ans auparavant avant que Wipo ne puisse commencer sa carrière de composition. Or, de nos jours, le manuscrit latin 10510 date du XIIe siècle (Bnf) ou entre 1051 et 1081 (Centre des monuments nationaux). Le manuscrit Eisiedeln 340, quant à lui, ne se trouve plus.
La bibliothèque nationale de France reste prudente : « Attribué à Wipo par A. Schubiger. » Toutefois, cette attribution est de nos jours admise par la plupart des chercheurs, y compris le Dictionnaire de la Musique de Michel Huglo (1976).

#### Manuscrit d'Utrecht
En ce qui concerne la composition musicale, il faut remarquer le dit Utrecht prosarium, ou avec le titre entier, Liber sequentiarum ecclesiæ capitularis Sanctæ Mariæ ultraiectensis saculi XIII, manuscrit 417 de la bibliothèque universitaire d'Utrecht du XIIIe siècle,,. Il s'agit encore du livre de séquence en neumes et en monodie, mais qui est publié dans le catalogue des Éditions Doblinger, pour l'exécution. Cela était également le manuscrit de livres de chant le plus ancien dans cette région qui connaissait tant la tradition de Notker que les séquences d'Aquitaine.
Par ailleurs, l'existence de ce manuscrit suggère un lien avec Wipo, car l'empereur Conrad II le Salique décéda à Utrecht en 1039. Wipo était son prêtre et chapelain. À la suite de ce trépas, il composa un chant de deuil duquel le texte seul reste aujourd'hui. Celui-ci en onze strophes manifeste son talent de composition,.

### Évolution avant le concile de Trente
Un autre manuscrit important est le codex Las Huelgas de Burgos dans lequel la prose (séquence) ou hymne Victimæ paschali à deux voix se trouve dans le folio 54v. Le manuscrit est du XIVe siècle. La composition était évoluée en tant que polyphonie primitive.
L'usage de cette séquence dans le répertoire d'Utrecht indique qu'elle y possédait une grande popularité. Il semble que non seulement à Pâques mais également après cette fête jusqu'au 12 juin, on chantât cette séquence. Car, en dépit de grandes fêtes sanctorales de cette période, telles saint Georges (le 23 avril), saint Marc (le 25 avril), aucune autre séquence ne se trouve dans le Libri ordinarii. On peut considérer, en raison de célébrité de la Victimæ paschali, d'autres séquences sanctorales étaient remplacées par celle-ci. D'ailleurs, le manuscrit 546 de l'abbaye de Saint-Gall (vers 1507) aussi indique que cette séquence était chantée entre l'octave de Pâques et l'Ascension.
De surcroît, la rubrique présente beaucoup plus d'usage : Marci Evangeliste (le 25 avril, voir ci-dessus), ad vesperes prosa (vêpres), feria tertia (mardi [de Pâques]), feria quarta (mercredi [de Pâques]) et le reste.
Ce phénomène explique pourquoi, à la Renaissance, assez nombreuses compositions de Victimæ paschali étaient effectuées. En résumé, on chantait, au Moyen Âge, cette séquence très fréquemment.
Toutefois, le texte de séquence connaissait beaucoup de variantes. Ainsi, une version métrique était également en usage :
Agnos exemit exinde suosque redemit

Nos miseros vero simili pietate supremo

Patri placavit, miserando reconciliavit.

Mors contra vitam pugnam confert inimicam,

Dux regnat vitæ vivus mortis sine lite.

Dic, dic ergo pia nobis dulcisque Maria,

Quid flens vidisti prope tumbam quando stetisti ?

Angelicos testes, sudaria, lintea, vestes...

### Labyrinthe
En France, cette séquence était chantée, en façon particulière, lors des vêpres du lundi de Pâques. Appelée la chorea circa dædalum, une sorte de ronde, on jouait au ballon et à la balle dans les églises, en chantant cette séquence. La pratique était gardée aux cathédrales d'Amiens, de Chartres, de Reims, d'Auxerre et peut remonter au XIIe siècle. Inspiré par le labyrinthe du Minotaure, car celui-ci symbolisait l'enfer auquel Jésus-Christ descendit, cette danse manifestait la joie de la Résurrection. Non seulement son texte mais aussi ce chant syllabique adaptaient à cet événement dansant et joyeux, auquel les religieux participaient à chanter la séquence,.

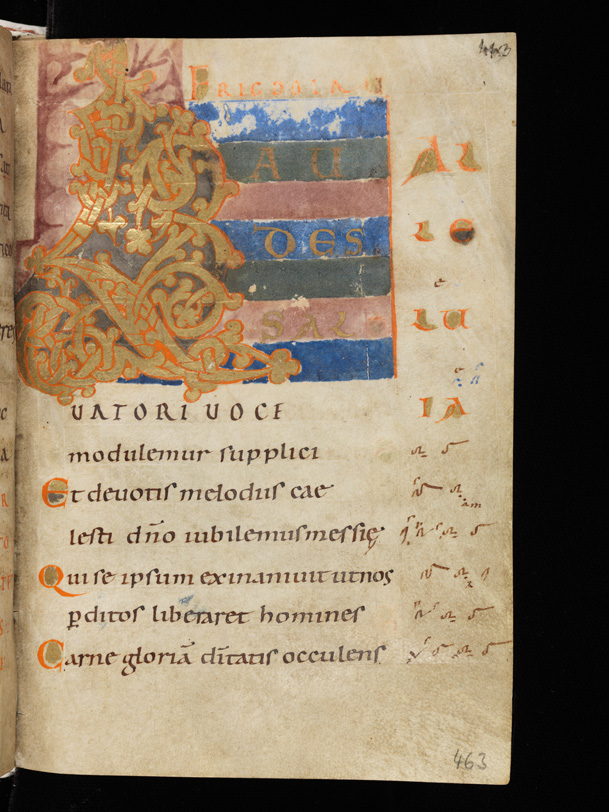
Notation en neumes de séquence Laudes salvatori de Notker, remplacée par celle de Victimæ paschali laudes à partir de 1570 (manuscrit Einsiedeln 121, folio 464, copié entre 964 et 971).

### Chant officiel pour le dimanche de Pâques depuis 1570
À la suite du concile de Trente (1545 - 1563), le pape Pie V fit publier en 1570 le premier missel romain (Missale Romanum), grâce auquel l'Église catholique posséda, pour la première fois, les textes des chants liturgiques formellement fixés pour la messe. Dans ce missel, la Victimæ Paschali laudes était l'une des cinq séquences médiévales à tenir. Cependant, fonction bien fixée, celle-ci n'était, dorénavant, en usage que le dimanche de Pâques.
Plus précisément, la Victimæ paschali laudes remplaça d'autres séquences. Avant la Réforme catholique, la fête de Pâques en comptait au moins seize. Surtout, c'était la Laudes salvatori de Notker le Bègue qui était préférée. On peut dire que ce choix était raisonnable, car, il est vrai que cette séquence tardive était plus sophistiquée, plus structurée.
D'ailleurs, lors de cette publication en 1570, plusieurs œuvres furent modifiées, afin d'adapter aux dogmes selon la reforme tridentine, mais sans modifications importantes. En ce qui concerne la Victimæ paschali, la section débutant par Credendum est, avec sa référence péjorative aux Juifs, est formellement omise depuis cette réforme jusqu'ici,.
L'effet était immédiat. Ainsi, le Missale Frisingense publié en 1579 adoptait la Victimæ paschali laudes, à la place de la Laudes salvatori, utilisée auparavant.

### Après le concile Vatican II
L'œuvre reste toujours officielle et en usage. En 1903, à la suite de l'officialisation du chant grégorien par le pape Pie X, l'utilisation de ce chant devint obligatoire, dans toutes les églises catholiques.
Dans l'optique d'adapter à leur besoin, l'abbaye Saint-Pierre de Solesmes continua à sortir le Graduale romanum (1974) ainsi que le Graduale triplex (1979), qui gardaient cette séquence (p. 198). Un changement issu de cette réforme fut tenu : désormais, la Victimæ paschali laudes est chantée avant l'Alléluia, et non plus, entre ce dernier et la lecture de l'Évangile.
Parfois, cette réforme donna naissance à une nouvelle façon d'exécution. En fonction de maître de chapelle de la Cathédrale Notre-Dame de Paris, Jehan Revert acheva une harmonisation de ce plain-chant, conçue pour grand orgue et chœur, qui est en usage tant à cette cathédrale qu'ailleurs.
Finalement, une nouvelle édition critique selon la sémiologie, désormais édition officielle du Vatican, adopta la même conclusion. On trouve la pièce dans le Graduale novum (2011) à la page 167. La musicalité et la qualité du texte théologique de l'œuvre peuvent expliquer cette adoption.

### Notation

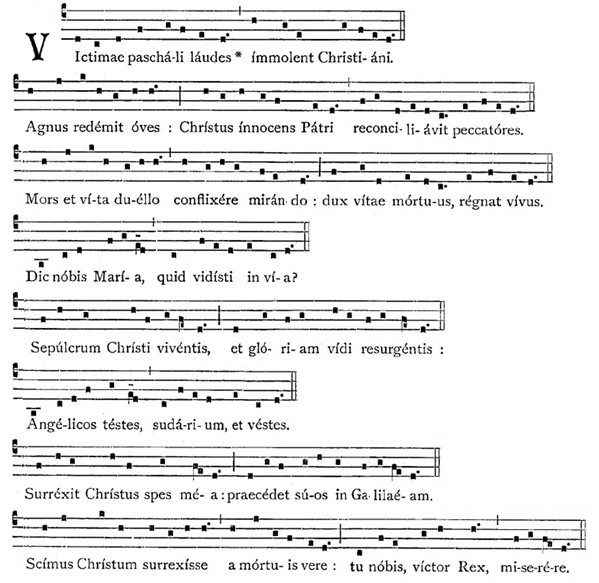
Œuvre structurée (voir ci-dessous) :
A Victimæ
B Agnus
B' Mors
C Dic nobis
D Sepulcum
C' Angelicos
D' Surrexit
(E Credendum est magis, strophe supprimée en 1570)
E' Scimus
Il faut remarquer qu'il n'existe pas de cohérence entre la mélodie et l'accent, à la différence du chant grégorien.
Écouter en ligne avec partition : avec Schola Sanctæ Scholasticæ et chœur de l'abbaye Sainte-Cécile ou chœur de l'abbaye de Pluscarden (Royaume-Uni).

## Partition de séquence originale

### Caractéristique de chant
Cette séquence est un exemple indiquant une transition entre le chant grégorien et la musique contemporaine. Alors que l'ouvrage garde le mode I, le rythme ne reste plus celui du chant grégorien, à savoir rythme verbal. Dans la Victimæ paschali, le nombre de syllabes est effectivement contrôlé (voir aussi ci-dessus), :
8 : Victimæ paschali laudes

7 : immolent Christiani

7 : Agnus redemit oves / Mors et vita duello

7 : Christus innocens Patri / conflixere mirando

6 : reconciliavit / dux vitæ mortuus

4 : peccatores / regnat vivus

.........

Il est à noter qu'avant la dernière strophe Scimus Christum surrexisse, existait une autre strophe Credendum est magis soli Mariæ veraci Quam Judæorum turbæ fallaci qui fut supprimé, dans le cadre de la Contre-Réforme, et lors de la rédaction du premier missel romain (1570). Ces strophes gardaient également, en cohérence, la même nombre de syllabes (8-6-6-5(4)).
Aussi la mélodie est-elle également répétée, à partir du verset Agnus redemit oves. Pour le chant grégorien, il n'existe jamais cette symétrie : si le texte est différent, la mélodie était modifiée, notamment selon l'accentuation des termes, afin d'adapter au rythme verbal. En conséquence, l'accentuation et le sommet mélodique ne possèdent plus leur cohérence.
De même, la mélodie aussi connaissait son irrégularité, en comparaison du chant grégorien. Comme l'ambitus, à savoir borne de l'élan dans l'octave, n'était plus respecté, la notation grégorienne en quatre lignes n'adapte plus à cette œuvre.
À la différence de l'hymne caractérisée de ses plusieurs répétitions, l'idée initiale de la séquence serait l'alternance. Surtout, ce dialogue suggère la pratique ancienne en alternance : « Dic nobis Maria, quid vidisti in via ? » (schola ou fidèles : peuple) « Sepulcrum Christi viventis, et gloriam vidi resurgentis » (célébrant : Marie de Magdala). En admettant qu'il ne s'agisse plus de chant grégorien authentique, la liturgie favorise aisément l'exécution de cette œuvre en alternance :
- Victimæ paschali laudes, chantée lors de Pâques (le 4 avril 2010) à la cathédrale Saint-Joseph
vidéo officielle de l'archidiocèse de Bucarest [écouter en ligne]

D'ailleurs, la séquence était l'origine du drame liturgique joué en Allemagne au Moyen Âge, à partir du XIIe siècle,. Cela explique tout à fait la caractéristique dramatique de cette pièce.

## Reprises musicales
À la Renaissance, la composition de cette séquence en polyphonie était assez florissante. On compte plusieurs compositeurs distingués. Or, à la suite de la publication du premier missel romain en 1570, qui contenait le texte et la mélodie en plain-chant définitifs, la composition musicale devint rare. Car la qualité de cette séquence en monodie demeurait désormais indiscutable. Solution raisonnable, Tomás Luis de Victoria composa son œuvre, à partir du verset Dic nobis Maria en dialogue, en laissant la première partie en plain-chant. Il est évident que cette façon a un immense effet dramatique.
Chantée juste avant la lecture de l'Évangile du dimanche de Pâques, cette séquence médiévale ne fut jamais remplacée, sauf quelques exceptions, celles de Marc-Antoine Charpentier, de Michael Haydn.
En respectant l'usage du plain-chant dans la messe dominicale, un certain nombre d'organistes trouvèrent leur invention, œuvre supplémentaire par orgue, d'abord par Michael Praetorius au Moyen Âge, puis, en tant que musique contemporaine, dès Charles Tournemire.
Par ailleurs, ce chant se caractérise tant du refrain que d'une rythme quasiment syllabique. Il est donc facile à comprendre que les luthériens gardaient cette pièce en traduction, qui assimilait à leurs propres compositions. Le début de la séquence s'apparentait aux premières phrases du choral Christ lag in Todesbanden. Le tout fut repris par quelques compositeurs, notamment Jean Sébastien Bach pour sa très célèbre cantate BWV4.

### À la Renaissance
- Guillaume Dufay (1397 - † 1474) : séquence à 3 voix[38]
- Antoine Busnois (vers 1433 - † avant 1492) : séquence à 4 voix[39],[40],[41]
- Heinrich Isaac (vers 1450 - † 1517) : séquence à 6 voix[42]
- Josquin des Prés (vers 1450 - † 1521) : motet à 4 voix en tant que séquence de Pâques[43], NJE22-6, dans les Motetti A numero trentatre, Ottaviano Petrucci, Venise 1502[44] [partition (1502) en ligne)]
- Johannes Pullois (14... - † 1478) : séquence[45]
- Conrad Rein (1470 - † 1522) : motet et alléluia[46]
- Miguel da Fonseca (14... - † 1544) : motet[47]
- Philippe Verdelot (vers 1480 - † vers 1532) : motet à 4 voix[48] [partition en ligne]
- Adrien Willaert (vers 1490 - † 1562) : motet à 6 voix dans la Musica nova, 1559[49]
- Jacobus de Kerle (vers 1531 - † 1591) : séquence[50]
- Roland de Lassus (1532 - † 1594) : motet à 8 voix, dans l'Officia aliquot de præcipius festis anni, 1574[30]
- Fernando de las Infantas (1534 - † vers 1610) : motet à 6 voix, avec 2e partie Credendum est magis soli Mariæ, dans le Sacrarum varii styli cantionum tituli spiritus sancti, Livre III, no 7, 1579[51]
- William Byrd (vers 1540 - † 1623) : motet à 5 voix, dans la Gradualia seu cantionum sancrarum, liber secundus, no 22 (1607)[52],[53]
- Tomas Luis de Victoria (vers 1548 - † 1611) : motet à 8 voix Dic nobis Maria dans les Missæ, Magnificat, Motecta, Psalmi, (1600)[54]
- Eustache Du Caurroy (1549 - † 1609) : motet à 4 voix[55]

### Musique baroque
- Christian Erbach (vers 1570 - † 1635) : séquences de propre de Pâques[56]
- Étienne Moulinié (1599  - † 1676) : motet à 5 voix accompagné de basse continue (1658)[57]
- Marcin Mielczewski (vers 1600 - † 1651) : motet pour chœur à 4 voix et instruments[58]
- Marc-Antoine Charpentier (1643 - † 1704) : Prose pour le jour de Pasques en faveur de 3 voix et basse continue, H13 (Pâques, 29 mars 1671)[59] [manuscrit en ligne]
- Johann Joseph Fux (1660 - † 1741) : œuvre pour 4 solistes, chœur à 4 voix et instruments[60]
- Jean-Sébastien Bach (1685-1750), cantate n° 4 : Christ lag in Todesbanden (1707). Pour chœur, soli et orchestre

### Musique classique
- Michael Haydn (1737 - † 1806) : graduel pour le dimanche de Pâques avec chœur à 4 voix et orchestre, MH361 (5 avril 1784 pour Pâques 11 avril)[61]
- Johann Baptist Schiedermayr (1779 - † 1840) : séquence du dimanche de Pâques pour chœur à 4 voix, orgue et instruments[62]
- Anselm Schubiger (1815 - † 1888) : séquence de Pâques (1858)[63]

### Œuvre contemporaine
- Lorenzo Perosi (1872 - † 1956) : séquence pour contralto, baryton et orgue (publication posthume 1965)[64]
- Johann Nepomuk David (1895 - † 1977) : motet pour chœur à 4 voix a cappella, Wk 35-1 (1948)[65]
- Philip Lawson (1957 -) : œuvre à 6 voix a cappella (2018)[66]
- Bertrand Plé (1986 -) : œuvre à 8 voix a cappella (2017)[67],[68]

### Compositions instrumentales et vocales
- Michael Praetorius (1571-1621) : ritournelle Victimæ paschali laudes pour le Kyrie fons bonitatis, dans le Syntagma musicum, tome III (1619)[69],[70]
- Charles Tournemire (1870-1939) : Choral-Improvisation sur le Victimæ paschali laudes, pour orgue, dans Cinq improvisations pour orgue (1931)[71],[72],[73]
- Henri Nibelle (1883-1967) : Toccata sur Victimæ paschali laudes pour orgue[74]
- Jiří Ropek (1922-2005) : variation pour orgue (publication 1963)[75]
- Thomas Christian David (1925-2006) : pièce pour 3 guitares dans les Drei Canzonen, no 1 (Moderato) (1965) ; version pour violon et clavier (1977) ; version vocale[76]
- Raphaël Passaquet (1925-2011) : œuvre pour chœur à 4 voix a cappella[77]
- Walter Gleissner (1931-) : œuvre pour orgue (2018)[78]
- Denis Bédard (1950-) : Prélude et Toccata sur Victimæ Paschali Laudes, pour orgue (2004)[79]
- Thierry Escaich (1965-) : Cinq versets sur le Victimæ Paschali pour orgue (1991)[80]
- Éric Lebrun (1967-) : Victimæ Paschali dans le Petit livre d'orgue pour Mesnil-Saint-Loup, 12 préludes sur des thèmes grégoriens, op. 31, (2014)

### Attribution incertaine ou version incorrecte
- Johannes Brunet (ou Josquin des Prés)[81],[82]
- Giovanni Matteo Asola[83],[84]
- Giovanni Pierluigi da Palestrina (supprimée dans le catalogue des Éditions Breitkopf & Härtel (publiée en 1907[85],[86]))

### Manuscrits en ligne
- Bibliothèque municipale de Cambrai, manuscrit 75, dit Graduel de Saint-Vaast d'Arras, folio 127v, XIe siècle (vraisemblablement au milieu)[9]
Victimæ paschali laudes en notation française[9] [manuscrit en ligne] (numérisé par Institut de recherche et d'histoire des textes)
- Bibliothèque de l'abbaye territoriale d'Einsiedeln, manuscrit 366 (472), Fragmenta Sequentiarum (fragments décollés avant 1858 par Dom Gall Morel), folio 17, XIe ou XIIe siècle
Victimæ paschali laudes en notation en quatre ligne (première au sein de cette abbaye) [manuscrit en ligne] (numérisé par université de Fribourg)

### Liste de manuscrits anciens
- Centre pour les études de religion, Budapest
  - Victimæ paschali : [lire en ligne]
  - Agnus redemit oves (usage pour l'assemblée, après que le célébrant entonne Victimæ paschali) : [lire en ligne]
- Université de Waterloo, Waterloo
  - texte (variantes) : [lire en ligne]
  - manuscrits : [lire en ligne]

### Partition officielle du Vatican
- Cappella papale, Domenica di Pasqua Rissurrezione del Signore, Messa del Giorno celabrata dal Santo Padre Francesco, Place Saint-Pierre, le 21 avril 2019 : [partition en ligne]

1. 1 2 3  p. 23 - 25

### Notices
- Bibliothèque nationale de France (attribution selon la Grove Dictionary of Music and Musicians, 6e édition)
- Choralwiki avec traduction